# BLUE LEGENDS
BLUE LEGENDS（ブルー・レジェンズ）は、プロ野球・埼玉西武ライオンズのチアリーディングチームの名称。

## 概要
- 埼玉西武ライオンズの公式チアリーディングチームは2006年に「Blue Winds」として結成され、2011年に現在の「BLUE LEGENDS」[1]に改名した。
- チーム名の由来は、「ライオンズが築き上げてきた数々の栄光、そしてこれからファンの皆さまとともに創りだしていくまだ見ぬ“伝説”を意味し、さらにライオンズカラーの『レジェンド・ブルー』[2]を身に纏って西武ドームを盛り上げていく」という意味が込められた。
- 活動内容は、ホーム公式戦でのパフォーマンス(試合開始前（不定期）、5回裏終了後、7回表終了後）、メインゲートステージや駅前広場ミニステージでのダンスパフォーマンス、その他イベント出演、球団PR活動がある。
- 2008年から2010年までは、5回裏終了後に「SAM TIME」と呼ばれるマカレナ[3]に合わせて地元出身のSAM（TRFメンバー）が振り付けたダンスが踊られた。2011年からはラバンバにかわった。

## メンバー

### 2006年
| 森本梢(もりもと こずえ) L   | 神永弥生(かみよ やよい) SL  |
| 青木由香(あおき ゆか)       | 伊藤直子(いとう なおこ)     |
| 井上このみ(いのうえ このみ) | 今井麻生(いまい まお)       |
| 江口あさみ(えぐち あさみ)   | 榎本さやか(えのもと さやか) |
| 下野麗(しもの れい)         | 杉田香織(すぎた かおり）    |
| 鈴木波美(すずき なみ)       | 多賀菜津美(たが なつみ)     |
| 竹中百恵(たけなか ももえ)   | 多田ゆみ恵(ただ ゆみえ)     |
| 中村可那子(なかむら かなこ) | 野川麻里絵(のがわ まりえ)   |
| 平尾夏子(ひらお なつこ)     | 平栗ひろみ(ひらぐり ひろみ) |
| 藤波ルイ(ふじなみ るい)     | 藤沼香織(ふじぬま かおり)   |
| 真鍋静乃(まかべ しずの)     | 山下葉子(やました ようこ)   |
| 渡邉千夏(わたなべ ちなつ)   |                             |

合計23名

### 2007年
| 多田ゆみ恵(ただ ゆみえ) ｛06年｝L  | 江口あさみ(えぐち あさみ)｛06年｝ |
| 神永弥生(かみよ やよい)｛06年SL｝  | 竹中百恵(たけなか ももえ)｛06年｝ |
| 平尾夏子(ひらお なつこ)｛06年｝P   | 森本梢(もりもと こずえ)｛06年L｝  |
| 大山香織(おおやま かおり)          | 斉藤菜日(さいとう なか) P         |
| 佐野絵里子(さの えりこ)※元チアドラ | 沢田由圭(さわだ ゆか)             |
| 清水良美(しみず よしみ)            | 須崎絵里(すざき えり)             |
| 中里友紀(なかざと ゆき) P          | 原山佳奈(はらやま かな)           |
| 藤井ナナ(ふじい なな) P            | 古川みゆき(ふるかわ みゆき) P     |
| 渡部みほ(わたべ みほ)              |                                   |

合計17名

### 2008年
| 佐野絵里子(さの えりこ)｛07年｝L                 | 江口あさみ(えぐち あさみ)｛06年,07年｝ |
| 神永弥生(かみよ やよい)｛06年SL,07年｝           | 竹中百恵(たけなか ももえ)｛06年,07年｝ |
| 平尾夏子(ひらお なつこ)｛06年,07年｝             | 森本梢(もりもと こずえ)｛06年L,07年｝  |
| 斉藤菜日(さいとう なか)｛07年｝                  | 沢田由圭(さわだ ゆか)｛07年｝          |
| 須崎絵里(すざき えり)｛07年｝※ヴィーナスでも活躍 | 中里友紀(なかざと ゆき)｛07年｝        |
| 藤井ナナ(ふじい なな)｛07年｝                    | 渡部みほ(わたべ みほ)｛07年｝          |
| 安達未来(あだち みらい)                          | 鈴木登紀子(すずき ときこ)※元M☆Splash!! |
| 仲野綾(なかの あや)                              | 島津慶子(しまず けいこ)                |
| 松澤未貴(まつざわ みき)                          | 羽藤由紀(はとう ゆき)                  |
| 峯尾朋美(みねお ともみ)                          | 三上結以(みかみ ゆい)                  |
| 若松加洋子(わかまつ かよこ)                      |                                        |
| 湯澤瞳(ゆざわ ひとみ)                            |                                        |

合計22名

### 2009年
| 佐野絵里子(さの えりこ)｛07年,08年L｝L | 沢田由圭(さわだ ゆか)｛07年,08年｝                 |
| 藤井ナナ(ふじい なな)｛07年,08年｝     | 安達未来(あだち みらい)｛08年｝                    |
| 鈴木登紀子(すずき ときこ)｛08年｝      | 松澤未貴(まつざわ みき)｛08年｝※dianaでも活躍      |
| 三上結以(みかみ ゆい)｛08年｝          | 峯尾朋美(みねお ともみ)｛08年｝                    |
| 湯澤瞳(ゆざわ ひとみ)｛08年｝          | (さゆり)                                           |
| (めぐみ)                               | 田島彩(たじま あや)※トリコロールマーメイズでも活躍 |
| (はるか)                               |                                                    |

### 2010年
| 佐野絵里子(さの えりこ)｛07年,08年L,09年L｝AD | 鈴木登紀子(すずき ときこ)｛08年,09年｝ |
| 峯尾朋美(みねお ともみ)｛08年,09年｝          | 湯澤瞳(ゆざわ ひとみ)｛08年,09年｝     |
| (さゆり)｛09年｝                              | 有賀友利恵(ありが ゆりえ)              |
| 三品優李(みしな ゆり)※現・ヴィーナス          | 安西ちはる(やすにし ちはる)            |
| 三ッ谷綾結美（みつやあゆみ）                  | (りょうこ)                             |
| (ゆうき)                                      | 和田 直子                              |

### 2011年
| あい   | あき   | あきこ | あず   |
| AKKO   | aya    | emi    | えりか |
| ERiCO  | SAKINA | しほ   | とも   |
| HARUKA | ひとみ | ユウキ | ゆうこ |
| Yuki   | YUKIHA | リリィ |        |

### 2012年
| あき｛11年｝  | AKKO｛11年｝        | aya｛11年｝    | emi｛11｝      |
| ERiCO｛11年｝ | SAKINA｛11年｝      | HARUKA｛11年｝ | ユウキ｛11年｝ |
| Yuki｛11年｝  | YUKIHA｛11年｝      | リリィ｛11年｝ | Ayana          |
| Haru          | hisayo※ヴィーナスへ | mai            | Mayuko         |
| MARI          | Mei                 | MEGU           | Megumi         |
| ゆうこ        | YURINO              |                |                |

### 2013年
| AKKO｛11年,12年｝   | aya｛11年,12年｝    | emi｛11年,12年｝   | SAKINA｛11年,12年｝ |
| HARUKA｛11年,12年｝ | YUKIHA｛11年,12年｝ | Yuuki｛11年,12年｝ | mai｛12年｝         |
| MARI｛12年｝        | MEGU｛12年｝        | Airi               | Alisa               |
| 志歩                | shoko               | TOMOKA             | nanae               |
| MIZUKI※ヴィーナスへ | MIYU                | YUKA               | YUMIKO              |

### 2014年
| AKI｛11年,12年｝ | Yuki｛11年,12年｝ | AIRI｛13年｝ | Shiho｛13年｝ |
| TOMOKA｛13年｝   | MIYU｛13年｝      | Saki         | SORA          |
| haru             | RIO               | Yuuna        |               |

合計11名
※L:リーダー、SL:サブリーダー、AD:アシスタントディレクター、P:Pops winds

### 2025年
| 名前    | 出身     | 活動期間   | 備考 |
| ------- | -------- | ---------- | ---- |
| Ami     | 東京都   | 2024～2025 |      |
| Ai      | 静岡県   | 2025       |      |
| Honoka  | 埼玉県   | 2024～2025 |      |
| Kotono  | 東京都   | 2024～2025 |      |
| Maho    | 愛知県   | 2023～2025 |      |
| Manami  | 北海道   | 2024～2025 |      |
| Mayuko  | 宮城県   | 2025       |      |
| Mina    | 神奈川県 | 2025       |      |
| Nami    | 千葉県   | 2025       |      |
| Natsuki | 神奈川県 | 2023～2025 |      |
| Natsumi | 埼玉県   | 2025       |      |
| Rin     | 茨城県   | 2025       |      |
| Sana    | 長野県   | 2025       |      |
| Seina   | 神奈川県 | 2025       |      |
| Shinon  | 千葉県   | 2024～2025 |      |
| Yuki    | 東京都   | 2025       |      |

### 2024年
| 名前    | 出身   | 活動期間   | 備考                                 |
| ------- | ------ | ---------- | ------------------------------------ |
| Aoi     |        | 2021       |                                      |
| Aya     |        | 2021       |                                      |
| Kokona  |        | 2021       |                                      |
| Miyumi  |        | 2021       |                                      |
| Rio     |        | 2021       | 2025〜ファイターズガールで活躍中     |
| Tomoka  |        | 2021       |                                      |
| Yuuki   | 東京都 | 2022       |                                      |
| kanna   |        | ～2023     | リーダー（2023）                     |
| Nozomi  | 東京都 | 2022～2023 | サブリーダー（2023）                 |
| Rinka   | 埼玉県 | 2022～2023 |                                      |
| chihiro | 埼玉県 | 2022～2023 |                                      |
| maho    | 愛知県 | 2023       |                                      |
| natsuki |        | ～2023     |                                      |
| aiha    | 千葉県 | 2023       |                                      |
| Ayano   | 千葉県 | 2022～2024 | リーダー（2024）                     |
| Emiru   | 静岡県 | 2023～2024 | サブリーダー（2024）                 |
| Masaki  | 東京都 | 2022～2024 |                                      |
| Yumena  | 埼玉県 | 2022～2024 |                                      |
| Mami    | 愛知県 | 2022～2024 |                                      |
| Natsumi | 三重県 | 2020～2024 |                                      |
| Misato  | 大阪府 | 2020～2024 |                                      |
| Yumari  | 群馬県 | 2023～2024 |                                      |
| Oto     | 北海道 | 2024       | 2019ファイターズガール               |
| Iori    | 千葉県 | 2024       | 2025.6.2〜なみだ色の消しごむで活躍中 |

## 衣装
- 2006年から2008年までは、ホームユニフォームに似たデザインの衣装と白のチューブトップに青色のフリルのあるミニスカートの2種類が用意された。
- 2009年から2010年までは、全体が群青色（レジェンドブルー）のハイネック＆ノースリーブで胴回りだけ白地に球団ロゴの入ったチアリーディング･スタイルの衣装となった。
- 2011年からは、「ボールパークで活動する元気な女の子をイメージし、明るく快活な印象を与えるデザイン」として、ユニフォームスタイルのレディースラインとダンスファッションの2種類が用意された。
- 2013年より、前年まで衣装をスカート化にマイナーチェンジした。
- 2014年より、群青色（レジェンドブルー）単色の丈の短いドレスタイプのものになった。

## ディレクター
- 2006年　　武田麻有子 テクニカルアドバイザー
- 2011年～　町永一美

## 特記事項
- 2008年までは、活動内容に観客席でのマッチカードプログラム「Lism」の販売もあった。
- 2008年のアジアシリーズでは、主催試合ではないものの東京ドームにおいてチアリーディングを行った。
- 2012年より公式サイトを開設、メンバーのプロフィールが公開されるようになった。